# Mundemba II Bima
Pour les articles homonymes, voir Bima (homonymie).
Mundemba II Bima est une localité du Cameroun, située dans l'arrondissement de Mundemba, le département du Ndian et la Région du Sud-Ouest.

## Population
Lors du recensement national de 2005, Mundemba II Bima comptait 290 habitants, principalement des Bima du groupe Oroko, d'où son nom.